# 1962 en musique
| \| • Retour à la chronologie générale de la musique populaire • \| |
| XXIe siècle • XXe siècle • XIXe siècle • XVIIIe siècle XVIIe siècle • XVIe siècle • XVe siècle • XIVe siècle XIIIe siècle • XIIe siècle • XIe siècle • Xe siècle IXe siècle • VIIIe siècle • Haut Moyen Âge • Rome • Grèce |
| • Retour à la chronologie générale de la musique populaire • |

| • Retour à la chronologie générale de la musique populaire • |

| Années de la musique populaire : 1959 - 1960 - 1961 - 1962 - 1963 - 1964 - 1965    |
| Décennies de la musique populaire : 1930 - 1940 - 1950 - 1960 - 1970 - 1980 - 1990 |

Cet article présente les faits marquants de l'année 1962 en musique.

## Évènements
- Du 17 février au 20 février : Johnny Hallyday enregistre pour la première fois aux États-Unis, à Nashville ; l'album Sings America's Rockin' Hits sort le 20 avril.
- Mars : Chubby Checker lance le twist avec Let's Twist Again (après The Twist en 1960).
- 19 mars : sortie du premier album de Bob Dylan.
- juin : Les Chaussettes noires font paraitre leur premier album, Le 2 000 000e disque des Chaussettes noires.
- été : parution du premier numéro du magazine Salut les copains.
- été : Dick Rivers, chanteur des Chats Sauvages, quitte brutalement le groupe durant une tournée et entame une carrière en solo.
- Octobre : Parution du premier album de Françoise Hardy.
- 4 septembre : Les Beatles signent un contrat avec Parlophone et enregistrent le single Love Me Do.
- 26 septembre : John Coltrane et Duke Ellington enregistrent leur premier et unique album.
- 24 octobre : Concert de James Brown à New York.
- Apparition d'un nouveau style musical, le ska, en Jamaïque.

## Disques sortis en 1962
- Albums sortis en 1962
- Singles sortis en 1962

## Succès de l'année en France (singles)

### Chansons classées Numéro 1
Cette liste présente, par ordre chronologique, tous les titres s'étant classés à la première place des ventes durant l'année 1962.
- Henri Tisot : L'Auto-circulation
- Johnny Hallyday : Retiens la nuit
- Richard Anthony : La Leçon de twist
- Henri Tisot : La Dépigeonnisation
- Johnny Hallyday : Serre la main d'un fou
- Dalida : Le Petit Gonzales
- Johnny Hallyday : Pas cette chanson
- Richard Anthony : J'entends siffler le train
- Johnny Hallyday : L'idole des jeunes
- Françoise Hardy : Tous les garçons et les filles

### Chansons francophones
Cette liste présente, par ordre alphabétique, tous les titres francophones s'étant classés parmi les 10 premières places des ventes mensuelles durant l'année 1962.
- Billy Bridge : Le grand M
- Bourvil : Un clair de lune à Maubeuge
- Charles Aznavour : J'ai tort - Esperanza
- Charles Aznavour : Alléluia
- Charles Aznavour : Les comédiens
- Colette Deréal : Cheveux fous et lèvres roses
- Dalida : Loin de moi
- Dalida : Achète moi un juke-box
- Dalida : Le Petit Gonzales
- Dalida : Le jour le plus long
- Dick Rivers : Baby John
- Edith Piaf et Théo Sarapo : A quoi ça sert l'amour ?
- Françoise Hardy : Tous les garçons et les filles
- Gilbert Bécaud : Et maintenant
- Gilbert Bécaud : La grosse noce
- Harold Nicholas : Le Madison
- Henri Salvador : Le lion est mort ce soir
- Henri Tisot : L'Auto-circulation
- Henri Tisot : La dépigeonnisation
- Isabelle Aubret : Deux enfants au soleil
- Jacques Bodoin : La table de multiplication
- Jacques Brel : Les Bourgeois
- Jacques Brel : Madeleine
- John William : Le jour le plus long
- Johnny Hallyday : Viens danser le twist
- Johnny Hallyday : Wap-dou-wap
- Johnny Hallyday : Douce violence
- Johnny Hallyday : Retiens la nuit
- Johnny Hallyday : Serre la main d'un fou
- Johnny Hallyday : Pas cette chanson
- Johnny Hallyday : L'idole des jeunes
- Leny Escudero : Pour une amourette
- Les Chats Sauvages : Sous le ciel écossais
- Les Chats Sauvages : Sherry
- Les Chaussettes Noires : Le Twist
- Les Chaussettes Noires : Peppermint Twist
- Les Chaussettes Noires : Les enchaînés
- Les Chaussettes Noires : Je reviendrai bientôt
- Les Chaussettes Noires : Parce que tu sais
- Les Chaussettes Noires : Oublie-moi
- Les Compagnons de la chanson : Un mexicain
- Les Compagnons de la chanson : Cheveux fous et lèvres roses
- Les Compagnons de la chanson : Les comédiens
- Les Fantômes : Shazam
- Les Fantômes : Twist 33
- Les Pirates : Cutie Pie
- Les Pirates : Twist de Paris
- Marcel Amont : Le Mexicain
- Marie-José : Roses blanches de Corfou
- Maurice Chevalier et Les Chaussettes Noires : Le twist du canotier
- Petula Clark : Romeo
- Petula Clark : Ya Ya Twist
- Petula Clark : A London
- Petula Clark : Chariot
- Petula Clark : Cœur blessé
- Pierre Perrin : Un clair de lune à Maubeuge
- Richard Anthony : Fiche le camp Jack
- Richard Anthony : La Leçon de twist
- Richard Anthony : J'entends siffler le train
- Richard Anthony : Faits pour s'aimer
- Sylvie Vartan : Le Loco-Motion

### Chansons non francophones
Cette liste présente, par ordre alphabétique, tous les titres non francophones s'étant classés parmi les 10 premières places des ventes mensuelles durant l'année 1962.
- Little Eva : The Loco-Motion
- Nino de Murcia : Esperanza
- Richard Anthony : Let's Twist Again
- The Shadows : Wonderful Land
- The Shadows : Shadoogie
- The Tornados : Telstar

## Succès internationaux de l’année
Cette liste présente, par ordre alphabétique, les trente titres et albums ayant eu le plus de succès dans les charts internationaux en 1962,.

### Singles
- Bobby Pickett & The Crypt-Kickers : The Monster Mash
- Bobby Vinton : Roses are red
- Booker T. and the M.G.'s : Green Onions
- Bruce Channel : Hey Baby
- Chris Montez : Let's Dance
- Chubby Checker : Limbo Rock
- Cliff Richard : The young ones
- Dion : The Wanderer
- Elvis Presley : Return to Sender
- Elvis Presley : Can't Help Falling in Love
- Elvis Presley : Good Luck Charm
- Elvis Presley : She's Not You
- Gene Chandler : Duke of Earl
- Joey Dee and the Starliters : Peppermint Twist
- Kenny Ball : Midnight in Moscow
- Little Eva : The Loco-Motion
- Mr. Acker Bilk : Stranger on the shore
- Nat King Cole : Ramblin' Rose
- Neil Sedaka : Breaking Up Is Hard to Do
- Pat Boone : Speedy Gonzales
- Ray Charles : I Can't Stop Loving You
- Shelley Fabares : Johnny angel
- Stan Getz & Charlie Byrd : Desafinado (Slightly out of tune)
- The Contours : Do you love me?
- The Crystals : He's a rebel
- The Four Seasons : Big girls don't cry
- The Four Seasons : Sherry
- The Shirelles : Soldier boy
- The Tornados : Telstar
- Tommy Roe : Sheila

### Albums
- Allan Sherman : My son, the folk singer
- Bob Dylan : Bob Dylan
- Booker T. and the M.G.'s : Green Onions
- Dave Brubeck : Time Further Out
- David Rose : The Stripper & other fun songs for the family
- Earl Grant : Ebb tide
- Elvis Presley : Girls! Girls! Girls!
- Elvis Presley : Pot Luck
- Elvis Presley : Follow that dream
- Elvis Presley : Kid Galahad
- Frank Sinatra : Sinatra & Strings
- Henry Mancini : Breakfast at Tiffany's
- Henry Mancini : Hatari !
- Howlin' Wolf : Howlin' Wolf
- James Cleveland & The Angelic Choir : Peace be still
- Joan Baez : Joan Baez, Vol. 2
- John Coltrane : Ballads
- Mr. Acker Bilk : Stranger on the shore
- Mitch Miller : Holiday sing along with Mitch
- Nat King Cole : Ramblin' Rose
- Ray Charles : Modern Sounds in Country and Western Music
- Ray Charles : Modern Sounds in Country & Western Music, volume 2
- Ray Charles : Greatest hits
- Ray Conniff : So much in love
- Ray Conniff : We wish you a Merry Christmas
- Sonny Rollins : The Bridge
- The Kingston Trio : The Best of
- The Music Man
- Vaughn Meader : The first family
- West Side Story

## Récompenses
- États-Unis : 5e cérémonie des Grammy Awards
- Europe : Concours Eurovision de la chanson 1962

## Formations de groupes
- Groupe de musique formé en 1962

## Naissances
- 6 février : Axl Rose, chanteur et compositeur du groupe de hard rock américain Guns N' Roses.
- 2 mars : Jon Bon Jovi, chanteur américain et leader du groupe Bon Jovi.
- 13 avril : Hillel Slovak, ancien guitariste des Red Hot Chili Peppers et de What Is This? († 25 juin 1988).
- 9 mai : Dave Gahan, chanteur de Depeche Mode.
- 17 juin : Lio, chanteuse et actrice belgo-portugaise.
- 18 juillet : Jack Irons, ancien batteur des Red Hot Chili Peppers et de Pearl Jam.
- 6 août : Marc Lavoine, chanteur et acteur français.
- 7 août : Bruno Pelletier, chanteur québécois.
- 16 octobre : Flea, bassiste des Red Hot Chili Peppers.
- 1er novembre : Anthony Kiedis, chanteur des Red Hot Chili Peppers.
- 28 décembre : Michel Petrucciani, pianiste et compositeur français († 6 janvier 1999).

## Décès
- 5 août : Marilyn Monroe, actrice et chanteuse américaine